# Caton, Lancashire
Caton är en ort i Storbritannien.   Den ligger i grevskapet Lancashire och riksdelen England, i den centrala delen av landet, 300 km nordväst om huvudstaden London. Caton ligger 29 meter över havet och antalet invånare är 2 481.
Terrängen runt Caton är platt åt nordväst, men åt sydost är den kuperad.Runt Caton är det ganska tätbefolkat, med 214 invånare per kvadratkilometer. Närmaste större samhälle är Lancaster, 6,2 km sydväst om Caton. Trakten runt Caton består i huvudsak av gräsmarker.